# 三河七福神
三河七福神（みかわしちふくじん）は、愛知県三河地方の7つの寺により構成されている七福神の巡礼札所。

## 概要
- 開創年：1979年
- エリア：岡崎市、碧南市、蒲郡市、豊川市、西尾市
- 期間：通年

## 三河七福神の一覧
- 法蔵寺（岡崎市） - 恵比須
- 安楽寺（蒲郡市） - 大黒天
- 宝福寺（岡崎市） - 福禄寿
- 三明寺（豊川市） - 弁才天
- 妙福寺（碧南市） - 毘沙門天
- 長圓寺（西尾市） - 布袋
- 宝珠院（西尾市） - 寿老人